# Karl Ernst von Ernsthausen
Karl August Ernst von Ernsthausen (geboren am 29. September 1782 in Berlin; gestorben am 13. August 1847 in Bonn) war ein preußischer Offizier, Verwaltungsbeamter  und Landrat.

## Leben
Der Protestant Karl Ernst von Ernsthausen war ein Sohn des Wirklichen Geheimen Finanzrats Viktor Ernst von Ernsthausen (preußische Erneuerung und Bestätigung des Adels am 7. November 1786) und dessen Ehefrau Johanna Amalie Ernst von Ernsthausen, geborene Breitsprach. Er heiratete am 10. März 1826 in Gummersbach Alwine Striebeck (geboren am 16. September 1806 in Gimborn; gestorben am 28. August 1832 in Gummersbach), die Tochter des Gimborn-Neustädtischen Oberamtsdirektors Johann Christian Friedrich Striebeck und dessen Ehefrau Helene Amalie Striebeck, geborene König. Ihr Sohn war der preußische Verwaltungsbeamte und Politiker Adolf Ernst von Ernsthausen.
Ernst erhielt eine erste Ausbildung im Kadetten-Korps bzw. auf der Ecole Militaire in Berlin, bevor er an der Friedrich-Alexander-Universität in Erlangen, wo er im Jahr 1800 Mitglied der Berliner Gesellschaft wurde und anschließend in Göttingen (1802) Rechtswissenschaften studierte. Von Herbst 1802 bis Herbst 1805 Legationsrat im Departement des Preußischen Auswärtigen Amtes trat Ernst von Ernsthausen am 4. Dezember 1805 als Leutnant beim Infanterie-Regiment von Natzmer in den Dienst des preußischen Militärs, nahm aber bereits am 16. Oktober 1808 als Premier-Leutnant seinen Abschied um als Regierungsreferendar zur Königlich Preußischen Regierung in Potsdam zu wechseln. Im Mai 1813 erneut als aktiver Soldat zum Militär in das 2. Pommersche Marschbataillon eintretend wurde er im August desselben Jahres Volontär-Offizier im 3./2. Westpreußischen Landwehr-Infanterie-Regiment. Im weiteren Verlauf der Befreiungskriege schließlich am 15. Februar 1814 zum Kapitän und Kompaniechef ernannt war er zuletzt Platzmajor in Thionville. Nach dem Ende des Feldzugs im Mai 1816 als aggregiert zum 29. Regiment versetzt, schied er am 5. April 1816 im Invaliditätsgehalt aus dem Militär aus.
Ernst von Ernsthausen kehrte nach seinen Dienstjahren beim Militär in den preußischen Verwaltungsdienst zurück, wo er zunächst ab Januar 1822 als Regierungsreferendar bei der nunmehr preußischen Regierung Koblenz Verwendung fand. Seitens seines dortigen Dienstherren wurde er vom 1. Juli bis 1. Oktober 1822 vertretungsweise mit der Verwaltung des Kreises Wetzlar beauftragt, ehe ihm mit Allerhöchster Kabinettsorder (AKO) vom 31. Januar 1825 die Landratsstelle in Gummersbach des neu gebildeten Kreises Gummersbach mit Dienstantritt am 25. März 1825 übertragen wurde.
Am 18. Januar 1838, dem Tag der Ordensverleihungen, überreichte ihm der Kreis einen silbernen Ehrenpokal, was der Dichter Karl Heinzen mit einem Widmungsgedicht feierte. Ernsthausen, so Heinzen, sei „einer der freisinnigsten, humansten und geistreichsten Beamten, […] und führte einen unablässigen schonungslosen Kampf gegen seine Vorgesetzten, die ihn in das bergische Sibirien versetzt hatten“.
1843 ließ Ernst von Ernsthausen eine Sammlung eigener Aphorismen drucken, die u. a. von Hoffmann von Fallersleben gelobt wurden.
Seit dem 17. März 1847 nahm Ernst von Ernsthausen aus gesundheitlichen Gründen seine Dienstgeschäfte nicht mehr wahr und starb am 13. August desselben Jahres.